# تربخان نتن
تربخان نتن (الاسم العلمي Melittis melissophyllum) نبات عشبي بري معمر من فصيلة الشفوية،
يبلغ ارتفاعه من 20-50 سم ساقه مزغبة أوراقه معنقة بيضوية الشكل حادة مسننة خشنة،
أزهاره مستطيلة وردية شاحبة اللون وبيضاء، رائحتها نتنة.
لم تعرف فوائده قبل سنة 1542 وفي عام 1715 اجريت عليه الاختبارات التي بينت فائدة هذا النبات
في تنظيم الإفراز البولي وعلاج الرمل والنقرس، كما تستعمل كمطهر، ومدر للبول والطمث،
ومسكّن للآلام والكآبة ولعسر الهضم وتنظيم الحيض والدوار.

## معرض صور

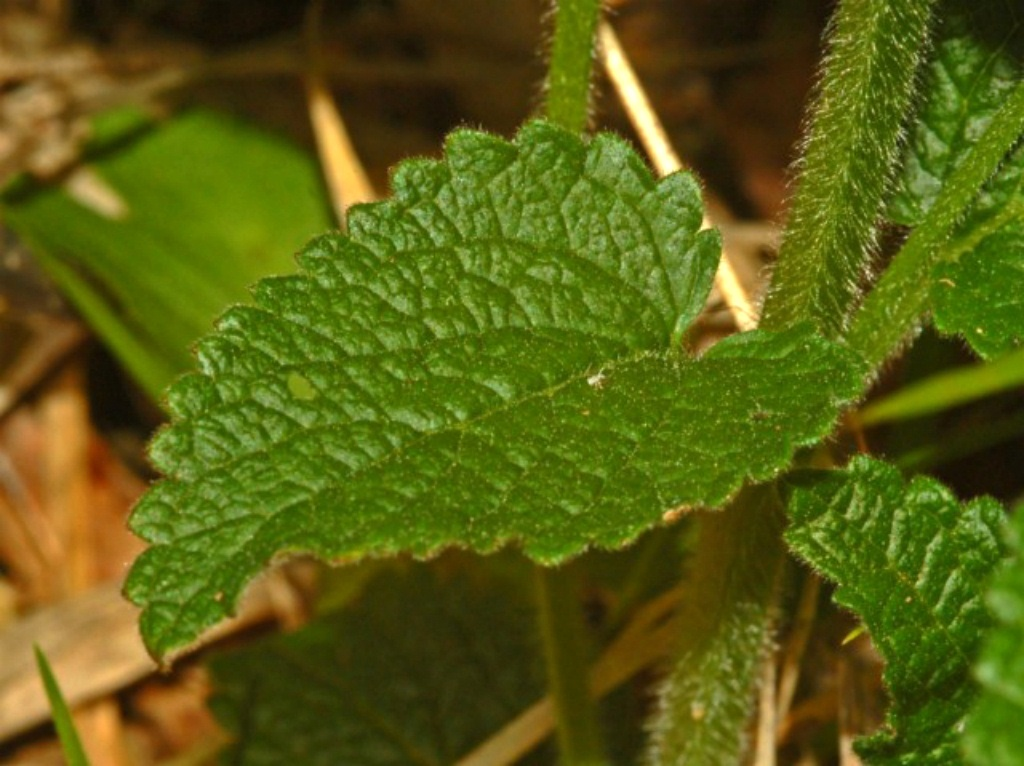
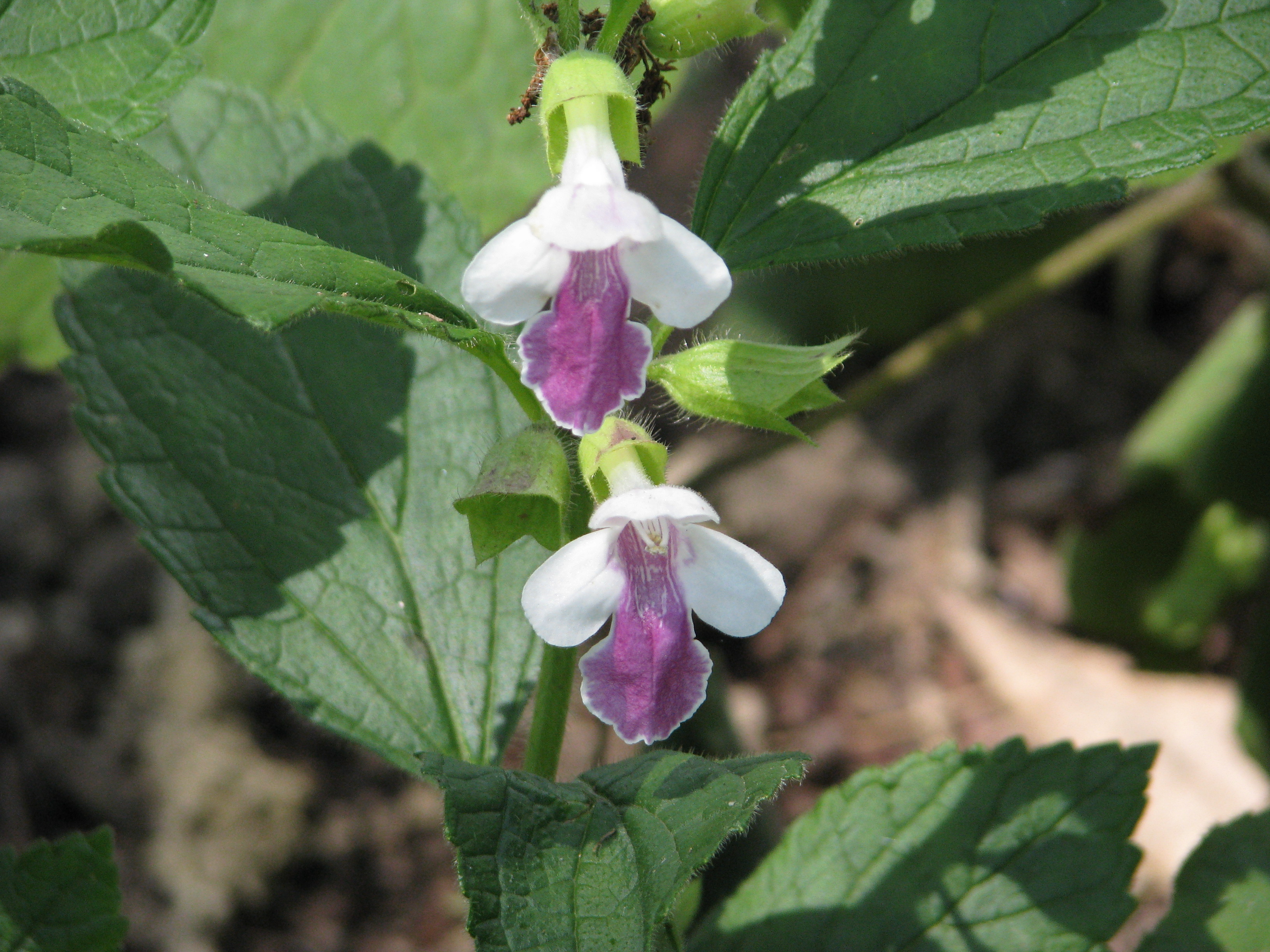
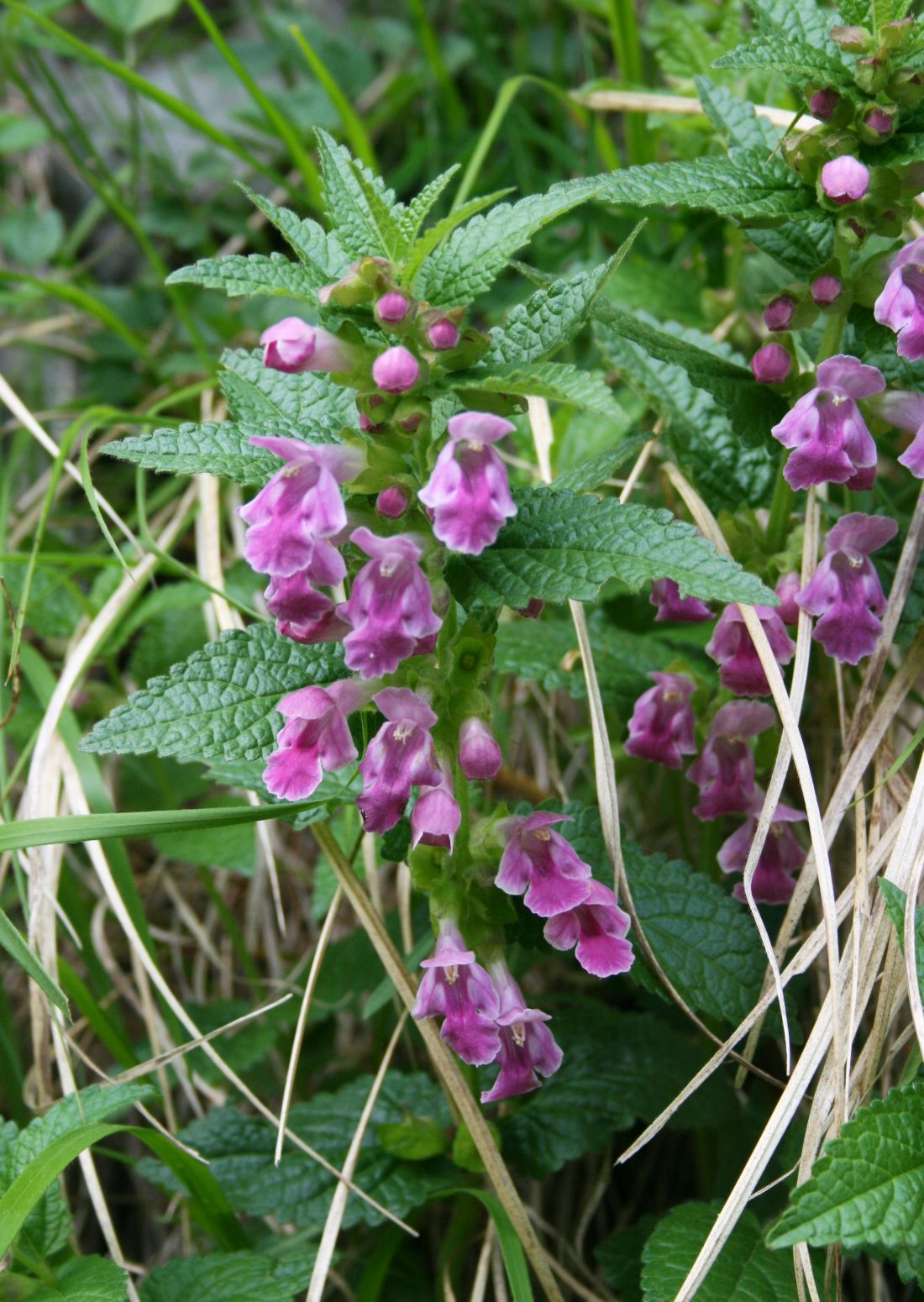
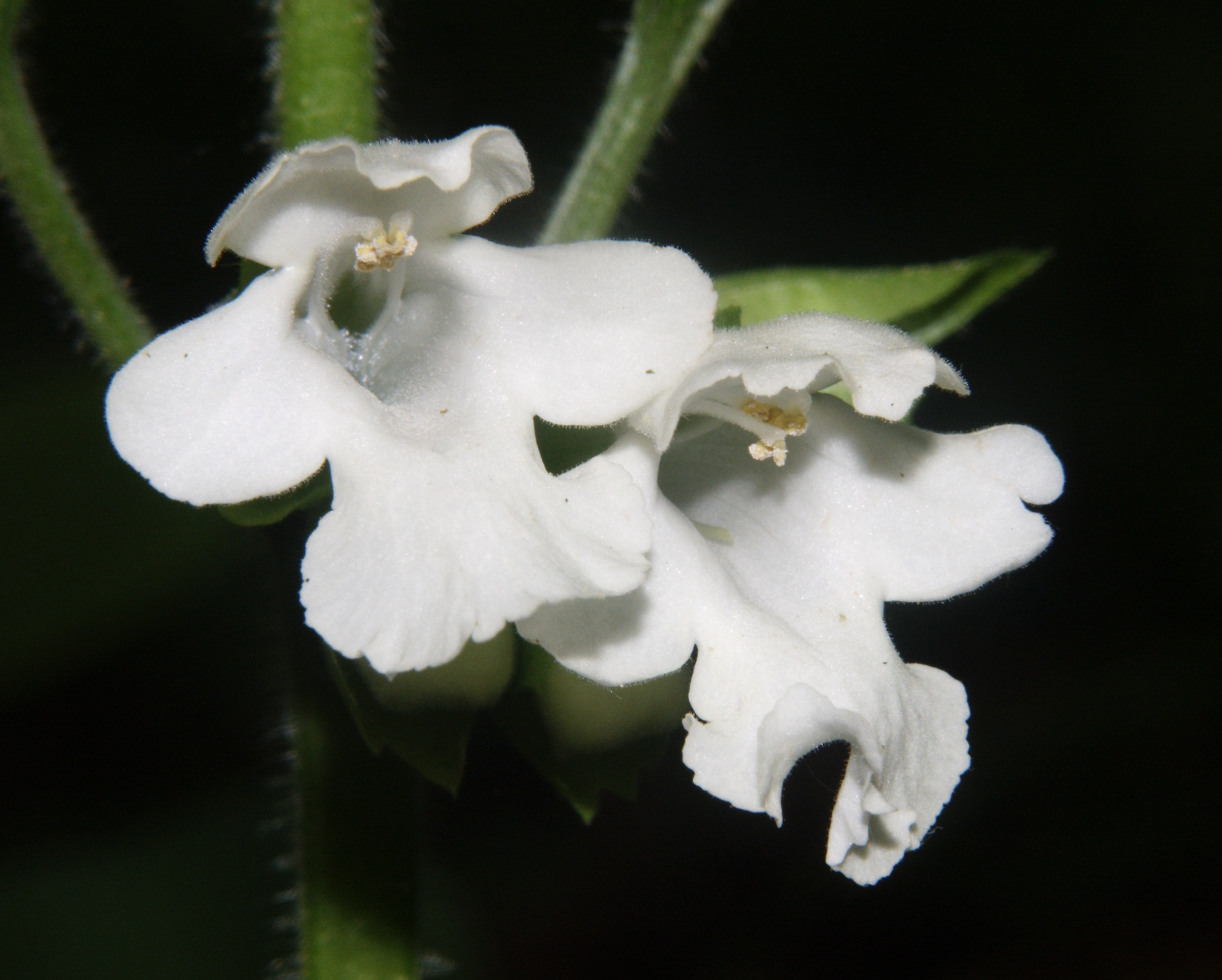
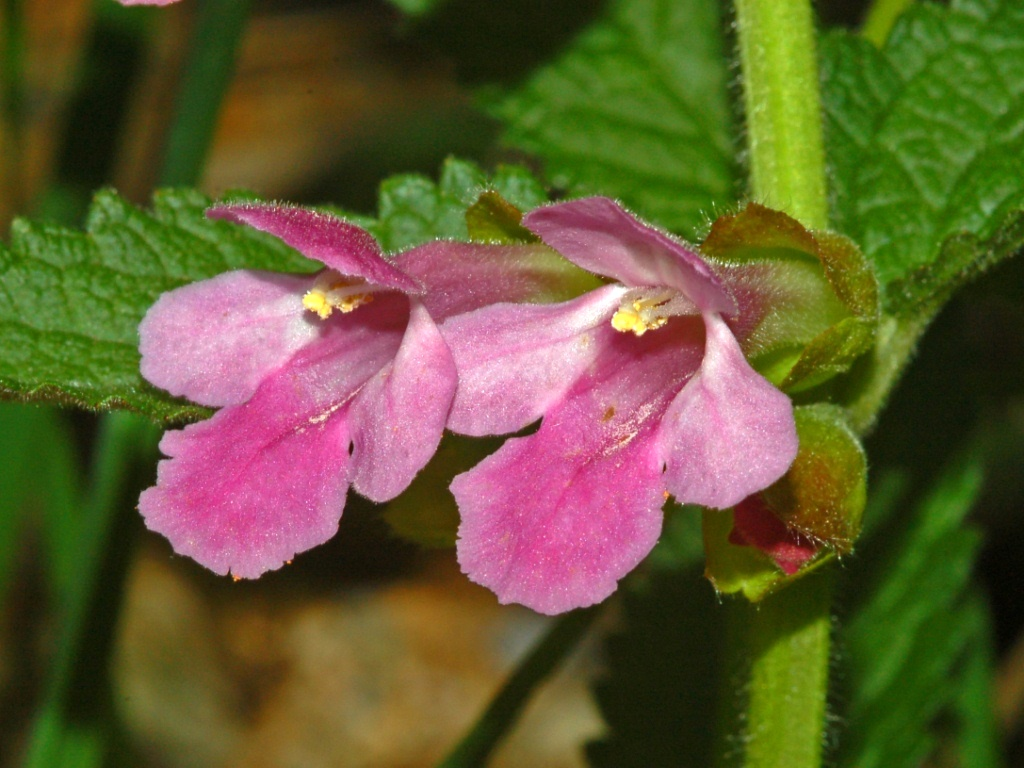